# Supercopa de España femenina de baloncesto 2014
La Supercopa de España femenina de baloncesto 2014 o SuperCopa LF 2014 fue la 12ª edición desde su fundación. Se disputó en el Pabellón Deportivo Europa de Leganés, Madrid, el día 11 de octubre de 2014, donde el equipo salmantino Perfumerías Avenida hizo historia conquistando el título por quinta vez consecutiva.

## Equipos participantes
Los equipos participantes de acuerdo a los criterios de participación establecidos por la FEB fueron: 
| Equipo              | Clasificación                  | Participación |
| ------------------- | ------------------------------ | ------------- |
| Rivas Ecópolis      | Campeón de la Liga Femenina    | 3.ª           |
| Perfumerías Avenida | Campeón de la Copa de la Reina | 9.ª           |

## Árbitros
Los árbitros elegidos para arbitrar la Supercopa fueron:
- Susana Gómez López
- Esperanza Mendoza Holgado

## Final
| 11 de octubre de 2014 | Rivas Ecópolis                                                     | 52–87                                | Perfumerías Avenida                                 | Leganés |  |
| 17:00                 | Parciales: 15–22, 11–17, 17–20, 9–28                               | Parciales: 15–22, 11–17, 17–20, 9–28 | Parciales: 15–22, 11–17, 17–20, 9–28                | |  |
|                       | Estadísticas Salvadores 15 Ajanović 5 Ocete 6 Ocete, Salvadores 12 | Reporte Pts Reb Asts Val             | Estadísticas 18 Robinson 10 Režan 7 Xargay 23 Režan | Pabellón: Pabellón Deportivo Europa Asistencia: 2000 espectadores Árbitros: Susana Gómez López, Esperanza Mendoza Holgado Televisión: |  |

### Plantillas
| #                      | Jugadora           |
| ---------------------- | ------------------ |
| 5                      | Gaby Ocete         |
| 7                      | Marta Blanes       |
| 8                      | Ángela Salvadores  |
| 11                     | Sara Rodríguez     |
| 12                     | Brianna Kulas      |
| 13                     | Ines Ajanović      |
| 14                     | Aleksandra Vujović |
| 15                     | Carmen Grande      |
| 21                     | Cecilia Muhate     |
| 22                     | Inés Mata Boix     |
| 23                     | Marta Hermida      |
| Entrenador             |                    |
| José Ignacio Hernández |                    |

| Campeonas de la Supercopa de España femenina de baloncesto 2014 |
| --------------------------------------------------------------- |
| Perfumerías Avenida 5.º título                                  |

| MVP:         |
| ------------ |
| Marta Xargay |

| #                       | Jugadora          |
| ----------------------- | ----------------- |
| 4                       | Leonor Rodríguez  |
| 5                       | Marta Fernández   |
| 6                       | Tamara Abalde     |
| 7                       | Paola Ferrari     |
| 8                       | Mariona Ortiz     |
| 9                       | Marija Režan      |
| 10                      | Marta Xargay      |
| 11                      | Vanessa Blé       |
| 12                      | Anna Montañana    |
| 14                      | Eshaya Murphy     |
| 15                      | Angelica Robinson |
| Entrenador              |                   |
| Alberto Miranda Sánchez |                   |